# 松江市立宍道小学校
松江市立宍道小学校（まつえしりつ しんじしょうがっこう）は、島根県松江市宍道町宍道にある公立小学校。

## 沿革
- 1872年（明治05年）5月 - 第四大学区島根県管内第十八中学区宍道小学校として開校。
- 1877年（明治10年）12月 - 第四大学区島根県第廿壱中学区第百参番宍道小学校と改称。
- 1881年（明治14年）12月 - 島根県出雲国第廿九番公立宍道小学校と改称。
- 1885年（明治18年） - 意宇郡第十二番学区宍道小学校と改称。
- 1890年（明治23年）3月 - 島根県意字郡十四番学区宍道尋常小学校と改称。
- 1891年（明治24年）4月 - 宍道尋常小学校と改称。
- 1927年（昭和02年）11月 - 町制施行により宍道町立宍道小学校と改称。
- 2005年（平成17年）3月31日 - 八束郡と松江市が合併、松江市立宍道小学校と改称。

## 通学区域
- 松江市宍道町宍道、伊志見、白石、佐々布、昭和

## 進学先中学校
- 松江市立宍道中学校